# Vincenzo De Falco (camorrista)
Vincenzo De Falco (1953 – Casal di Principe, 2 febbraio 1991) è stato un mafioso italiano, fondatore e capo storico tra gli '70 e '90 del clan dei Casalesi.

## Biografia
Detto "o' fuggiasco", è stato ai vertici del clan dei Casalesi tra il 1988 e il 1991. Quando nel 1990 Francesco Schiavone tornò in libertà in Francia riprese il comando dei Casalesi anche se la gerarchia dietro di lui era cambiata: dietro di lui c'erano il fidatissimo Francesco Bidognetti ed Enzo De Falco mentre Mario Iovine si era trasferito provvisoriamente in Portogallo. Per le scelte di Schiavone, De Falco si agitò eccessivamente nel tentativo di piazzare i suoi uomini nel comune di Casal di Principe per controllare l'assegnazione di appalti pubblici. Il 13 dicembre De Falco fu invitato con l'inganno ad un summit nella villa del vicesindaco di Casal di Principe, Gaetano Corvino, ma, capendo che si trattava di una trappola, al suo posto si presentarono i Carabinieri che arrestarono, tra gli altri, Schiavone e Bidognetti con l'accusa di associazione a delinquere e detenzione e porto abusivo di armi mentre il politico riuscì a scappare ma si costituirà all'inizio dell'anno seguente.

### Morte
Fu ucciso a colpi di mitra in un agguato il 2 febbraio 1991 a Casal di Principe perché, insieme ai fratelli Nunzio e Giuseppe e a Giuseppe Quadrano, aveva cominciato una guerra interna contro il gruppo Schiavone-Bidognetti.